# هیو گلاس
هیو گلاس (انگلیسی: Hugh Glass; ح. 1783 – 1833) کاوشگر منطقه مرزی، مرد کوهستان، تاجر خز، شکارچی و مکتشف جغرافیایی اهل ایالات متحده آمریکا بود. عمده شهرت گلاس به واسطه ماجرای حمله خرس خاکستری است که باعث شد تا همراهانش به گمان آنکه امیدی به زنده‌ماندنش نیست، او را به حال خودش در طبیعت وحشی رها نمایند. هر چند، هیو گلاس به سختی توانست از این ماجرا جان سالم به در بَرَد و باعث شگفتی بسیار گردد.
گلاس در پنسیلوانیا و از والدینی ایرلندی متولد و تبدیل به یکی از مکتشفان و کاوشگران حوضه آبریز رود میزوری در مونتانا و رود پلت در نبراسکا گردید. از ماجرای داستان زندگی وی دو فیلم سینمایی بلند ساخته شد. نخستین فیلم تحت عنوان مردی در طبیعت وحشی محصول سال ۱۹۷۱ و دیگری فیلمی است تحت عنوان بازگشته محصول سال ۲۰۱۵. هر دو فیلم به چگونگی بقا و تلاش گلاس برای نجات می‌پردازند، همان مقطعی که در سال ۱۸۲۳، پس از حمله یک خرس و شدت جراحات وارده، توسط همراهانش — تاجران خز از کمپانی خز راکی مونتاین — رها شد تا به زعم ایشان، ساعات آخر زندگی‌اش را به اتمام برساند. اما این فرجام وی نبود و گلاس فارغ از جراحات شدید وارده، پس از طی ۲۰۰ مایل (۳۲۰ کیلومتر) در طبیعت وحشی توانست خودش را به فورت کیووا برساند.

## حمله خرس گریزلی
هیو گلاس به اتفاق چند تن از همراهان، با سفری زمینی به سمت رود یلواستون حرکت کردند. در حوالی پرکینس، داکوتای جنوبی، گلس با یک خرس گریزلی و دو توله وی مواجه و برای آنها ایجاد مزاحمت می‌کند. خرس با حمله به گلاس وی را به شدت مجروح می‌نماید و همراهان گلاس با شنیدن صداهای کمک از جانب وی، به یاری او می‌شتابند و خرس را از پای درمی‌آورند. یکی از شکارچیان خز که در صحنه حضور داشته می‌گوید؛ خرس، گوشت قسمت‌های پایین بدن و اندام تحتانی را به شدت دریده بود، گردن گلاس به طرز تکان دهنده‌ای پاره شده بود به گونه‌ای که به نظر می‌رسید حفره‌ای در نای او ایجاد شده و نفس از آن حفره ورود و خروج می‌نمود، خون بسیاری از وی جاری شده بود اما خوشبختانه، دست‌ها و بازوهای او از کار نیفتاده بودند
همراهان گلاس متقاعد شده بودند که او از جراحات وارده، جان سالم به در نخواهد برد. با همهٔ این احوال، به مدت ۲ روز وی را روی بستری حمل کردند. هر چند، انجام این کار، سرعت سفر گروه را به شدت کاهش داد. اندرو هنری، تاجر برجستهٔ خز، از ۲ داوطلب خواست که تا هنگام مرگ گلاس، در کنار او بمانند و سپس وی را دفن کنند. جان اس. فیتزجرالد و مردی که بعدها تحت عنوان بریجز شناخته شد داوطلب شدند و با شروع پیشروی بقیه اعضای گروه، شروع به کندن قبر گلاس نمودند. بعدها، این دو نفر با ادعای اینکه مورد حملهٔ آریکارا قرار گرفتند، تفنگ، چاقو و سایر تجهیزات متعلق به گلاس را برداشته و محدوده را به سرعت ترک کردند. فیتزجرالد و بریجز مدتی بعد توانستند به گروه بپیوندند و به اشتباه گزارش دادند که گلاس مرده‌است.
هیو گلاس پس از نجات معجزه‌آسا و بهبودی زخم‌ها، برای یافتن فیتزجرالد و بریجز به راه افتاد. سرانجام به فورت هنری در حوالی رود یلواستون سفر کرد اما آنجا را متروکه یافت. یادداشتی وجود داشت که نشان می‌داد اندرو هنری و همراهانش به قرارگاه جدیدی در دهانهٔ رود بیگورن رفته‌اند. با رسیدن به آنجا، گلاس توانست بریجز را پیدا کند اما ظاهراً به دلیل جوانی، او را بخشید. و سپس دوباره در شرکت اشلی (که وی را مرده می‌پنداشتند) ثبت نام کرد. گلاس بعدها فهمید که فیتزجرالد به ارتش پیوسته و در فورت اتکینسن در نبراسکا مستقر شده است.

## نگارخانه

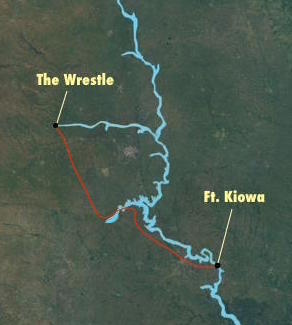
مسیری که گلاس با وجود جراحت شدید به تنهایی پیمود
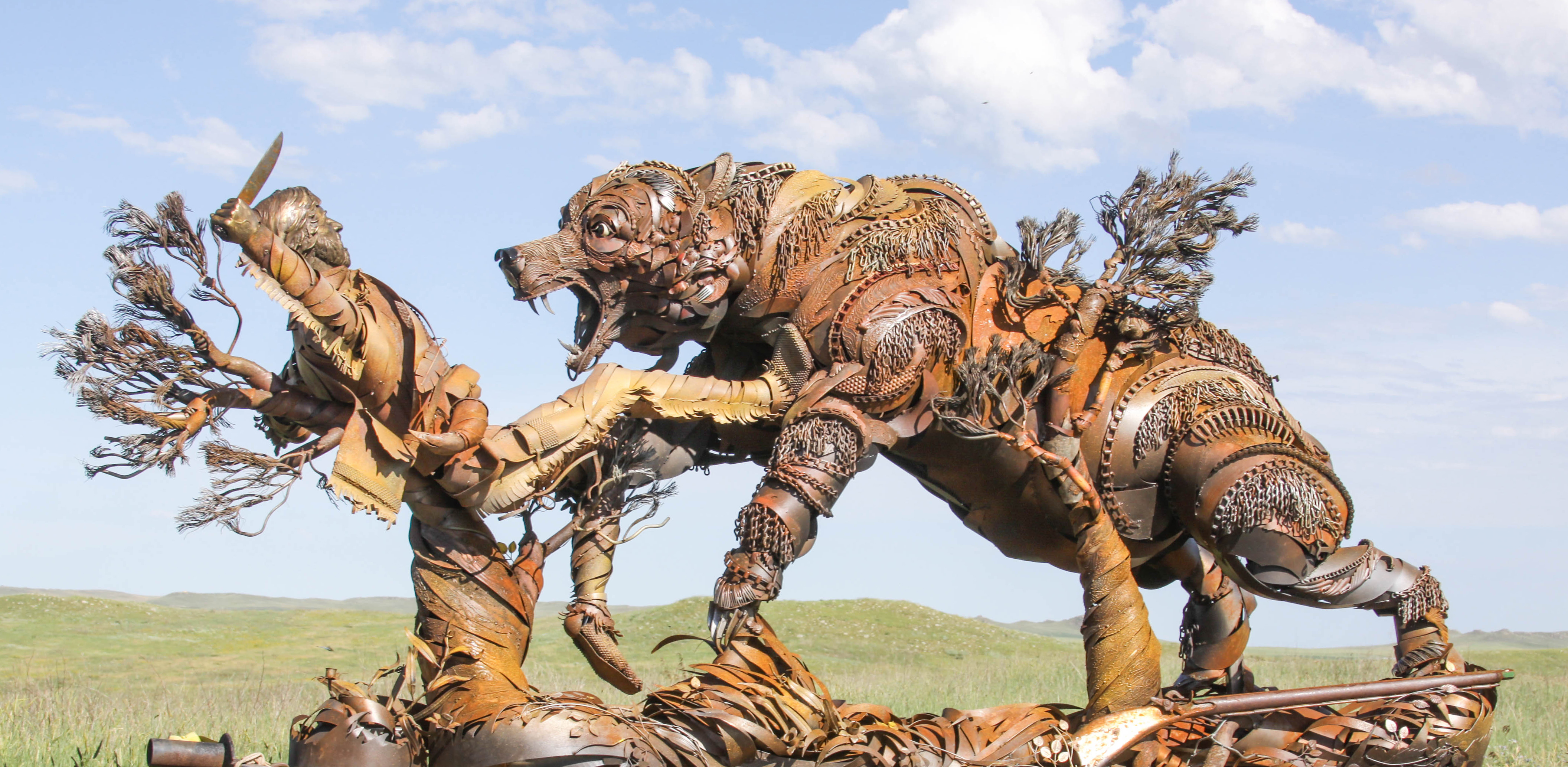
سازهٔ یادبود هیو گلاس
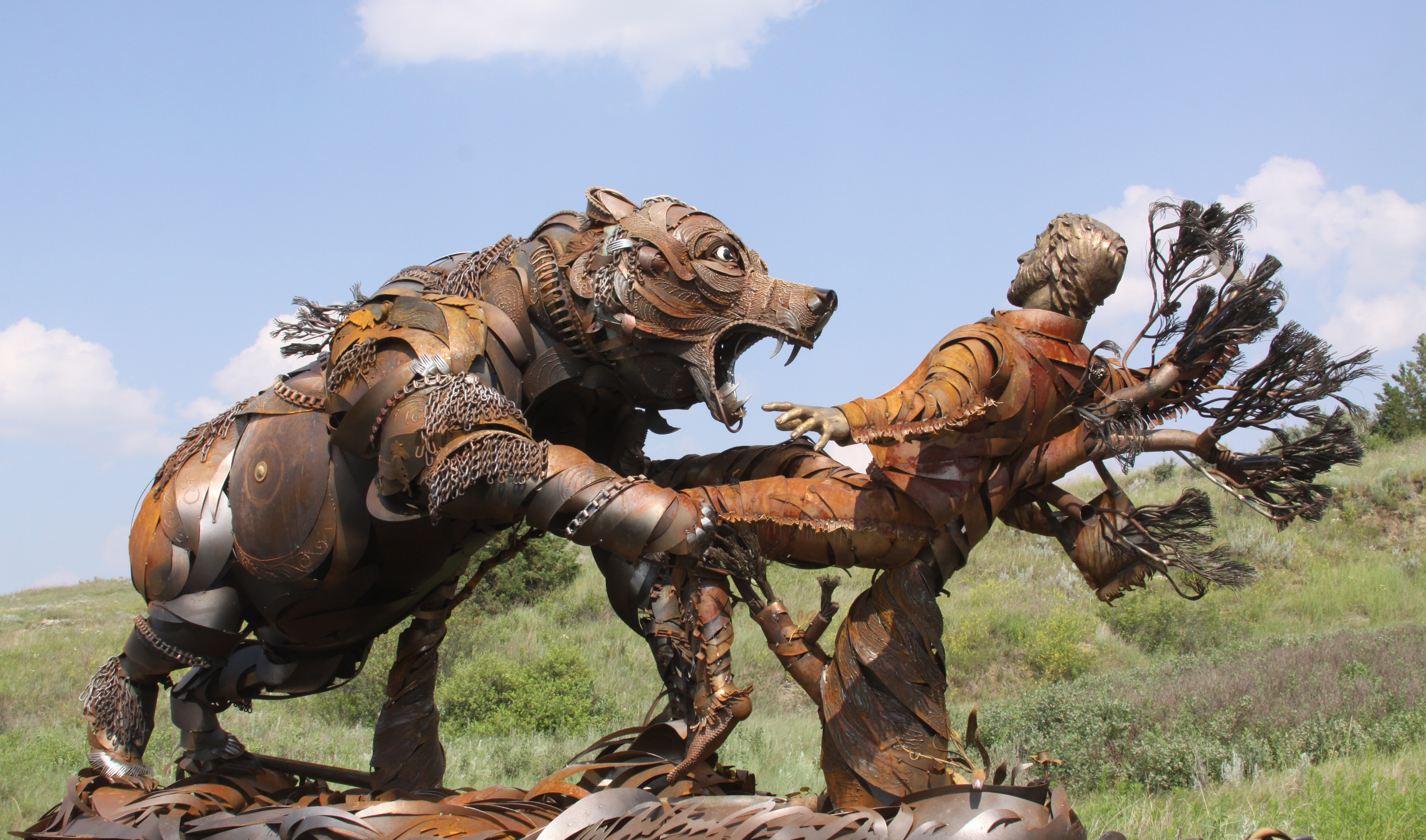
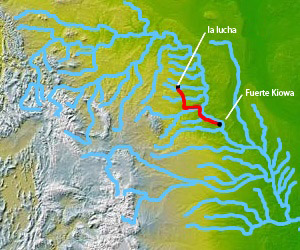